# Угорське королівство (1301–1526)
У Пізньому Середньовіччі Угорське Королівство, держава в Центральній Європі, пережило період міжкоролів'я на початку XIV століття. Королівська влада була відновлена за Карла I (1308—1342), нащадка Анжуй-Сицилійського дому Капетингів. Золоті та срібні копальні, відкриті за його правління, до 1490-х років виробляли близько третини загального світового виробництва дорогоцінних металів. Королівство досягло вершини своєї могутності за Людовика Великого (1342—1382), який очолив військові походи проти Литви, Південної Італії та інших віддалених територій. 
Розширення Османської імперії досягло королівства за Сигізмунда Люксембурзького (1387—1437). У наступні десятиліття боротьбою з османами керував талановитий полководець Янош Гуньяді. Його перемога під Нандорфехерваром (сучасний Белград, Сербія) у 1456 році більш ніж на півстоліття стабілізувала південні кордони королівства. Першим королем Угорщини без династичного походження був Матвій Корвін (1458—1490), який провів кілька успішних військових кампаній, а також став королем Богемії та герцогом Австрії. Завдяки його покровительству Угорщина стала першою країною, яка перейняла Відродження від Італії.

## Передумови
Угорське королівство виникло, коли у 1000 або 1001 році великий князь Угорщини Стефан I був коронований королем. Він зміцнив центральну владу і змусив своїх підданих прийняти християнство. Хоча письмові джерела у цьому процесі підкреслюють роль німецьких та італійських лицарів і священнослужителів, значна частина угорської лексики для землеробства, релігії та держави була взята зі слов'янських мов. Громадянські війни, язичницькі повстання та невдалі спроби імператорів Священної Римської імперії розширити свою владу над Угорщиною поставили під загрозу нову монархію. Її становище стабілізувалося за Владислава I (1077—1095) і Коломана (1095—1116). Після кризи престолонаслідування в Хорватії в результаті їхньої кампанії в 1102 році Хорватське королівство уклало персональну унію з Угорським королівством. Обидва вони вважалися спадкоємцями за спадковими правами. Коломан був коронований у Біограді в 1102 році, і титул, на який тепер претендував Коломан, був «король Угорщини, Далмації та Хорватії». 
Багате необробленими землями та покладами срібла, золота та солі, королівство стало улюбленим об'єктом постійної імміграції головним чином німецьких, італійських та французьких колоністів. Колоністами були здебільшого селяни, які осіли в селах, але також велика кількість городян прибула як ремісники та торговці. Їх прибуття сприяло розвитку Естергома, Секешфегервара та багатьох інших міст і великої кількості сіл у різних частинах Королівства. Розташована на перехресті міжнародних торгових шляхів, Угорщина зазнала впливу кількох культурних тенденцій. Романські, готичні та ренесансні споруди, літературні твори, написані латинською мовою, доводять переважно римо-католицький характер культури Королівства, але існували також православні та навіть нехристиянські спільноти етнічних меншин. Латинська мова була мовою законодавства, адміністрації та судочинства, але «лінгвістичний плюралізм» (Янош М. Бак) сприяв виживанню ряду мов, включаючи велику різноманітність слов'янських. 

Олігархи контролювали частину Королівства під час міжкоролів'я

Переважання королівських маєтків спочатку забезпечувало провідне становище суверена, але відчуження королівських земель викликало появу самодостатньої групи дрібних землевласників. 1222 року вони змусили Андрія II видати свою Золоту буллу, «один із перших прикладів конституційного обмеження повноважень європейського монарха» (Френсіс Фукуяма). Великого удару королівство отримало від монгольської навали 1241—1242 років. Після цього половці та яси розселялися в центральній низовині, а осілі колоністи прибули з Моравії, Польщі та інших сусідніх країн. 

## Міжкоролів'я (1301—1323)

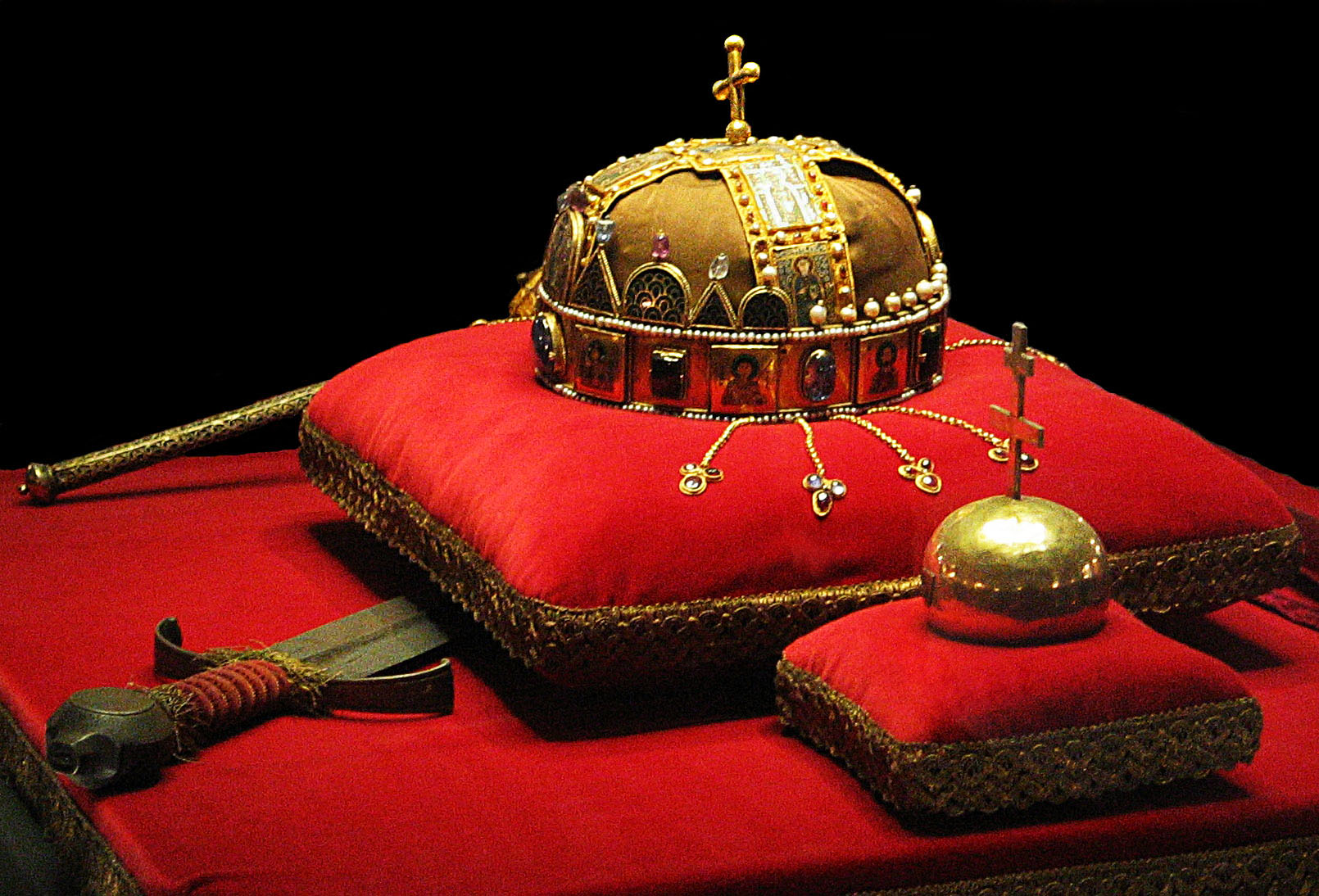
Корона Святого Іштвана

Андрій III помер 14 січня 1301 року. Його смерть створила можливість зміцнити свою автономію близько десятка лордів, або «олігархів», які на той час досягли фактичної незалежності монарха. Вони придбали всі королівські замки в ряді графств, де кожен був зобов'язаний або прийняти їх верховенство, або покинути. Наприклад, Матуш III Чак правив чотирнадцятьма комітатами на землях, які зараз утворюють Словаччину, Ладіслав Кан керував Трансільванією, а Угрин ІІІ Чак контролював великі території між річками Сава і Драва. У Хорватії ситуація з короною стала ще жахливішою, оскільки віце-король Павло І Шубич і родина Бабоничів досягли фактичної незалежності, а Павло Шубич навіть карбував власну монету, і його сучасні хорватські історики називають «некоронованим королем хорватів».
Після звістки про смерть Андрія III віце-король Шубич запросив Карла Анжуйського, сина покійного Карла Мартела, претендувати на престол, який поспішив до Естергома, де він був коронований. Однак більшість світських сеньйорів виступили проти його правління і запропонували трон синові короля Богемії Вацлаву II. Молодий Вацлав не зміг зміцнити своє становище і в 1305 році зрікся на користь Оттона III, герцога Баварії. Останній в 1307 році був змушений залишити королівство Ладіславу Кану. Папський легат в 1310 році переконав усіх лордів прийняти правління Карла Анжуйського, але більшість територій залишалися поза королівським контролем.
За сприяння прелатів і зростаючої кількості дрібних дворян Карл I розпочав серію експедицій проти великих сеньйорів. Користуючись відсутністю єдності між ними, він перемагав їх одного за іншим. Свою першу перемогу він здобув у битві під Розгановцях (нині Розгановце, Словаччина) 1312 року. Однак наймогутніший володар Матвій Чак зберігав свою автономію аж до своєї смерті в 1321 році, тоді як родини Бабоничів і Шубичів були підкорені лише в 1323 році.

## Анжуйська монархія (1323—1382)
У 1320-х роках Карл I запровадив централізовану структуру влади. Заявивши, що «його слова мають силу закону», він більше ніколи не скликав сейм. Навіть його найвірніші прибічники залежали від доходів від своїх тимчасових почестей, оскільки король рідко дарував землю. Ця практика забезпечила лояльність Другетів, Лакфісів, Сечені та інших родин, які зміцнилися під час його правління.

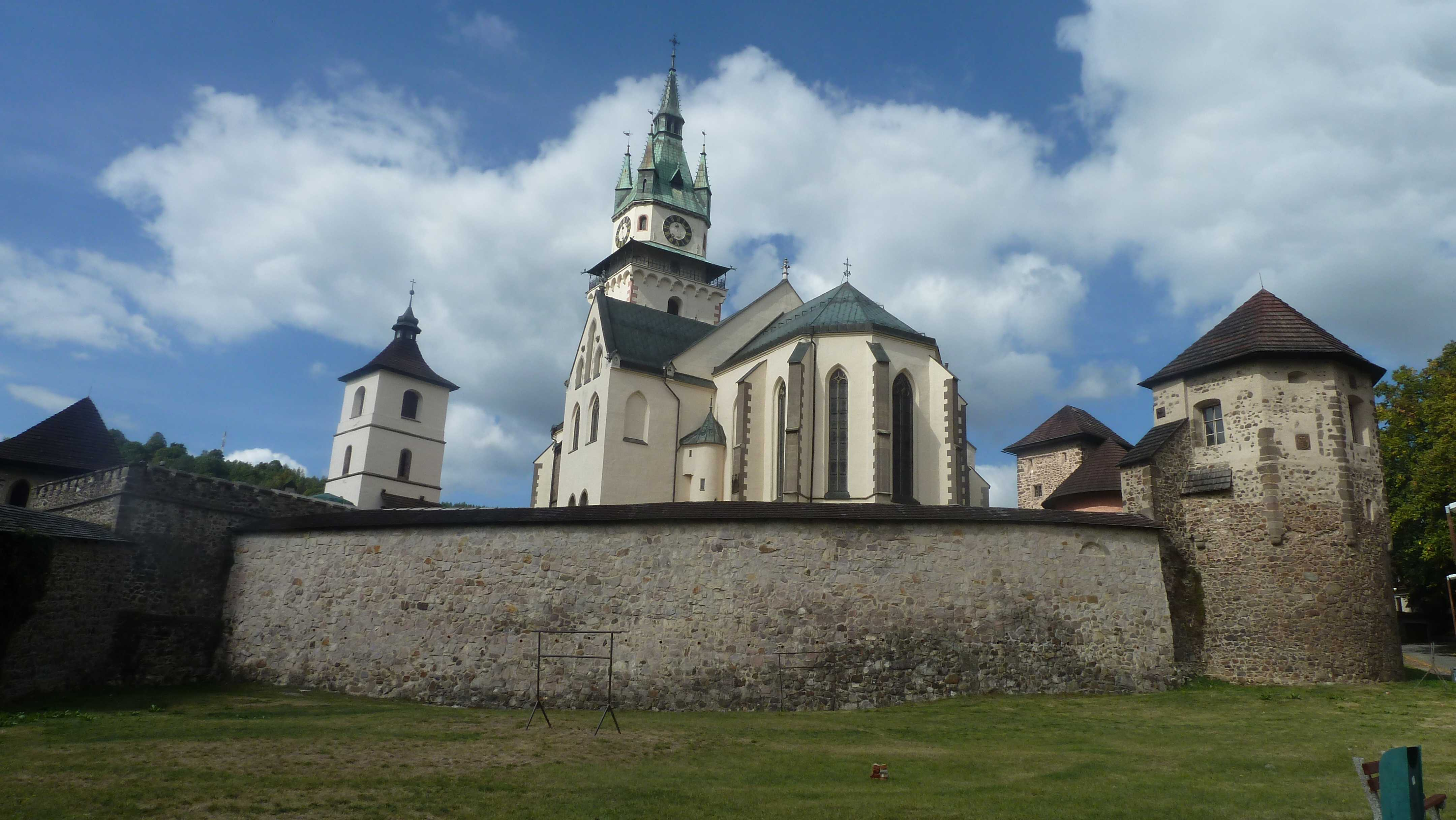
Замок у Кремниці (Körmöcbánya, Kremnica), шахтарське місто, засноване німецькими шахтарями з Богемії

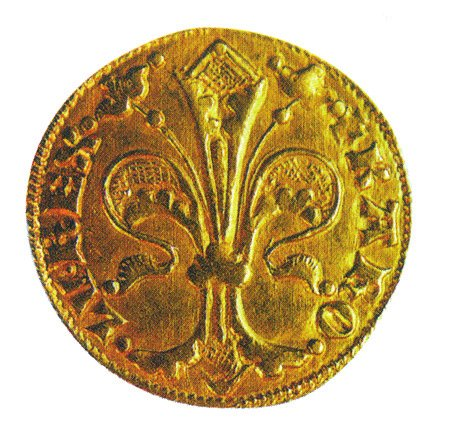
Золотий форинт Карла I

Король навіть дозволяв надавати привілеї, які суперечили звичаєвому праву. Наприклад, іноді він дозволяв дочкам шляхтичів успадковувати маєтки своїх батьків, хоча місцеві звичаї вимагали, щоб успадковані землі померлого шляхтича за відсутності сина мали бути передані його агнатам. Проте, римське право ніколи не замінювало звичаєве, що спричинило появу непрофесійних чиновників, які володіли «добрим володінням латиною та достатнім знанням загального права» (Пал Енгель).
Карл І реформував систему королівських доходів і монополій. Наприклад, він запровадив «тридцяте мито» (податок на товари, що переміщуються через кордони королівства) і дозволив землевласникам утримувати одну третину доходу від копалень, відкритих у їхніх маєтках. Нові копальні видобували близько 2 250 кг золота і 9 000 срібла щорічно, що становило понад 30 % світового виробництва срібла аж до завоювання Америки іспанцями в 1490-х роках. Проте більша частина прибутків від копалень врешті потрапляла італійським і південнонімецьким купцям, оскільки вартість імпортованого в Угорщину тонкого текстилю та інших товарів завжди перевищувала ціну худоби та вина, що експортувалися з королівства.
Карл I також розпочав карбувати стабільні золоті монети за зразком флорентійського флорина. Його заборона на торгівлю некарбованим золотом спричинила дефіцит на європейському ринку, який тривав до його смерті в 1342 році. Після цього в 1343 році було створено Марамуреське воєводство під керівництвом волохів, яке існувало до 1402 року. Вдова Карла, Єлизавета Польська перевезла величезну кількість золота до Італії, щоб фінансувати претензії їх молодшого сина Андрія на Неаполітанське королівство. Андрій, який був чоловіком королеви Джованни I Неаполітанської, був убитий у 1345 році. Його брат Людовик I Угорський звинуватив королеву у його вбивстві та в 1347 і 1350 роках провів проти неї дві військові кампанії. Хоча він двічі завойовував її королівство, вона обидва рази його повертала.
Перший похід проти Неаполя був припинений через прихід «Чорної смерті». В Угорщині жертвами епідемії стало менше місцевих жителів, ніж у Західній Європі, оскільки королівство все ще було малонаселеною територією з мешканцями, які добре харчувалися. Дійсно, колонізація також тривала в XIV столітті. Нові поселенці переважно прибували з Моравії, Польщі та інших сусідніх країн. Зазвичай їх звільняли від оподаткування на 16 років, що відображено в назвах топонімів lehota («освітлення») у сучасній Словаччині.
Попередні відмінності між вільними, кріпаками та удворниками зникли в XIV столітті, оскільки до 1350-х років всі селяни отримали право вільного пересування. Більшість із них обробляли чітко визначені ділянки із спадковим правом користування ними за ренту грошима та натуральними «дарами», належними землевласнику. Правове становище «справжніх шляхтичів» також було унормовано, коли в 1351 році було введено в дію ідею «однієї і тієї самої вольності». Так, усі шляхтичі отримали право «судити всі провини» селян, які проживали в їхніх маєтках (Мартин Радій).

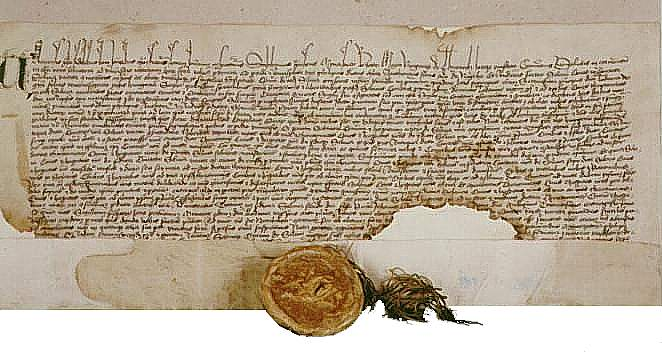
Привілей про слов'ян (Privilegium pro Slavis) (1381)

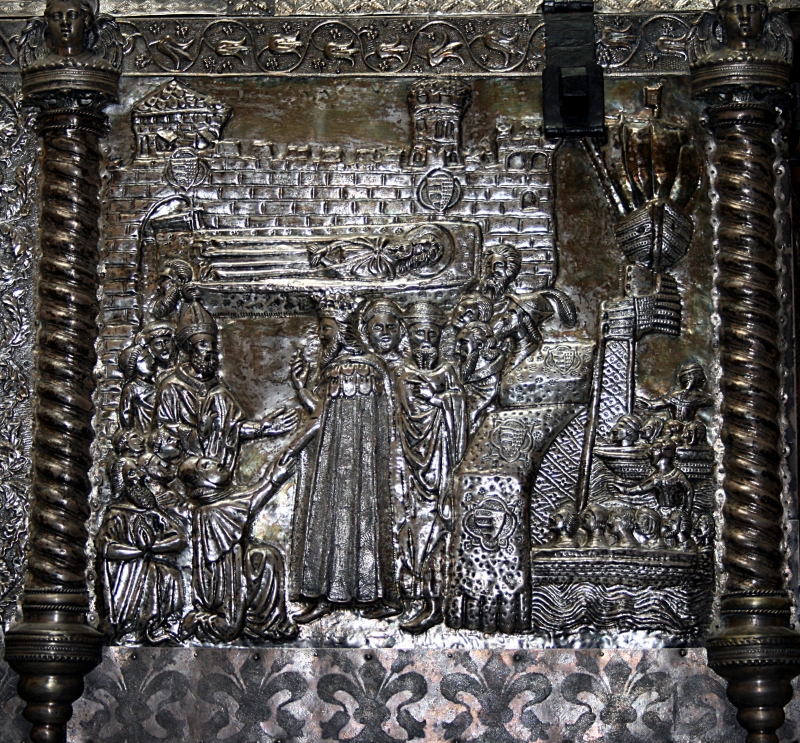
Людовик I Великий в Задарі в Далмації

У більшості міст все ще переважали німецькі купці, але все більше хорватських, угорських і словацьких селян прибували з сусідніх сіл, щоб оселитися в містах у XIV столітті. Privilegium pro Slavis («Привілей для слов'ян») Людовіка I від 1381 року був першим свідченням офіційної двомовності в місті. Він гарантував, що словаки в Жолні (сучасна Жиліна, Словаччина) користуватимуться тими самими привілеями, що й німецькі міщани міста.
Людовик I, який був імовірним спадкоємцем польського короля Казимира III, кілька разів допомагав полякам проти Литви та Золотої Орди. З цими походами також пов'язане заснування Молдавії, русько-волоського князівства на схід від Карпат. Уздовж південних кордонів у 1358 році Людовик I змусив венеційців вийти з Далмації і змусив ряд місцевих правителів (включаючи Твртко I з Боснії та Лазаря з Сербії) прийняти його сюзеренітет. Однак в 1360-х роках його васали часто повставали проти нього. Воєвода Богдан навіть домігся незалежності Молдавії. Сюзеренітет Людовика I над Молдавією був відновлений лише після його обрання королем Польщі в 1370 році.
Його контроль над румунським князівством Валахією завжди залишався сумнівним. У 1375 році Владислав I Влайкуї навіть уклав союз із новою Османською імперією. Тому Людовик I був першим угорським монархом, якому довелося воювати проти османів.
Релігійний фанатизм є одним із характерних елементів правління Людовика I. Він безуспішно намагався силою навернути багатьох своїх підданих-ортодоксів на католицтво. Близько 1360 року він вигнав євреїв, але вже 1367 року дозволив їм повернутися.
За анжуйських королів були зведені нові королівські замки, наприклад, у Вишеграді, Діошдьорі та Зольомі (сучасний Зволен, Словаччина). Будинки патриціїв, знайдені в Шопроні та інших містах, фрески та скульптури, знайдені в багатьох місцях (включаючи Естергом і Надьварад), вказують на процвітаючу готичну архітектуру та мистецтво. Про високий рівень ілюмінації книги свідчать кодекси, прикрашені мініатюрами (серед них Ілюстрована хроніка). Вільгельм Бергзабернський, єпископ Печа, у 1367 році у своїй кафедрі заснував університет, але він був закритий незабаром після його смерті в 1375 році.

## Нова консолідація (1382—1437)

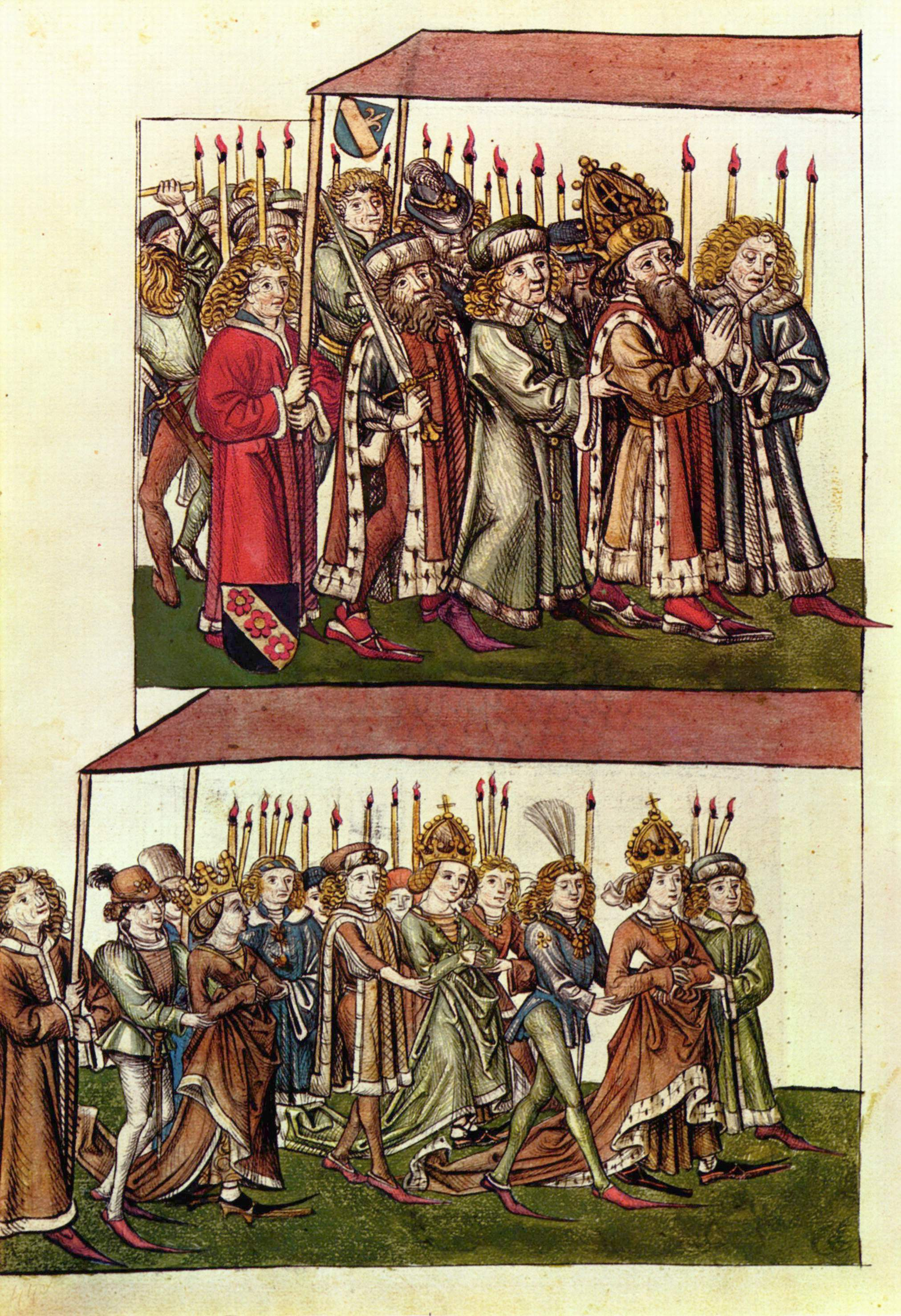
Сигізмунд Люксембурзький і його королева Барбара Ціллійська на Констанцькому соборі

У 1382 році Людовіка I змінила його донька Марія. Однак більшість шляхти виступала проти ідеї правління жінки-монарха. Скориставшись ситуацією, право на престол оголосив член династії чоловічої статі, Карл III Неаполітанський. У вересні 1385 року він прибув до королівства. Хоча сейм змусив королеву зректися престолу та обрав королем Карла Неаполітанського, прибічники королеви в лютому 1386 року його вбили. Павло Хорват, єпископ Загреба, підняв нове повстання і проголосив королем свого малолітнього сина Владислава Неаполітанського. У липні 1386 року вони захопили королеву, але її прихильники запропонували корону її чоловікові Сигізмунду Люксембурзькому. Королеву Марію незабаром звільнили, але вона більше ніколи не втручалася в урядування.
Сигізмунд роздав своїм прибічникам понад 50 % королівських маєтків. Крім того, великі території в Хорватії, Далмації та Славонії залишалися під контролем Хрвоє Вукчича Хрватинича та інших прихильників Владислава Неаполітанського. Коли в 1395 році королева Марія померла бездітною, право на престол оголосила її сестра, польська королева Ядвіга, але прихильники Сигізмунда розбили її війська.
Тим часом Стефан Лазаревич із Сербії прийняв сюзеренітет османського султана, таким чином в 1390 році експансія Османської імперії досягла південних кордонів Угорщини. Сигізмунд вирішив організувати хрестовий похід проти османів. Велика армія, що складалася в основному з французьких лицарів, зібралася, але в 1396 році хрестоносці були розгромлені в битві при Нікополі.
Сейм Темешвара (сучасна Тімішоара, Румунія) 1397 року зобов'язав усіх землевласників фінансувати спорядження солдатів для оборонних цілей. Відтак усі поміщики виділили по одному лучнику на двадцять селянських дворів у своїх маєтках. Того ж року Сигізмунд скасував колишні імунітети юрисдикції повітових властей, що прискорило розвиток повітових зборів у важливі інститути місцевої автономії.
Відверта упередженість Сигізмунда до Штибора зі Штиборича, Германа з Ціллі та його (переважно іноземних) фаворитів породила низку сюжетів. в 1401 році місцеві барони на чолі з Джоном Канізаєм, архієпископом Естергома, навіть його ув'язнили. Протягом шести місяців барони керували королівством від імені Святої Корони, «безособового суверена королівства» (Міклош Молнар), але нарешті відновили правління Сигізмунда. У 1412 році група баронів запропонувала корону Владиславу Неаполітанському, але Сигізмунд знову взяв верх. Оскільки папа Боніфацій IX підтримав свого опонента, Сигізмунд заборонив як проголошення папських документів без попередньої королівської згоди так і призначення прелатів Святим Престолом.

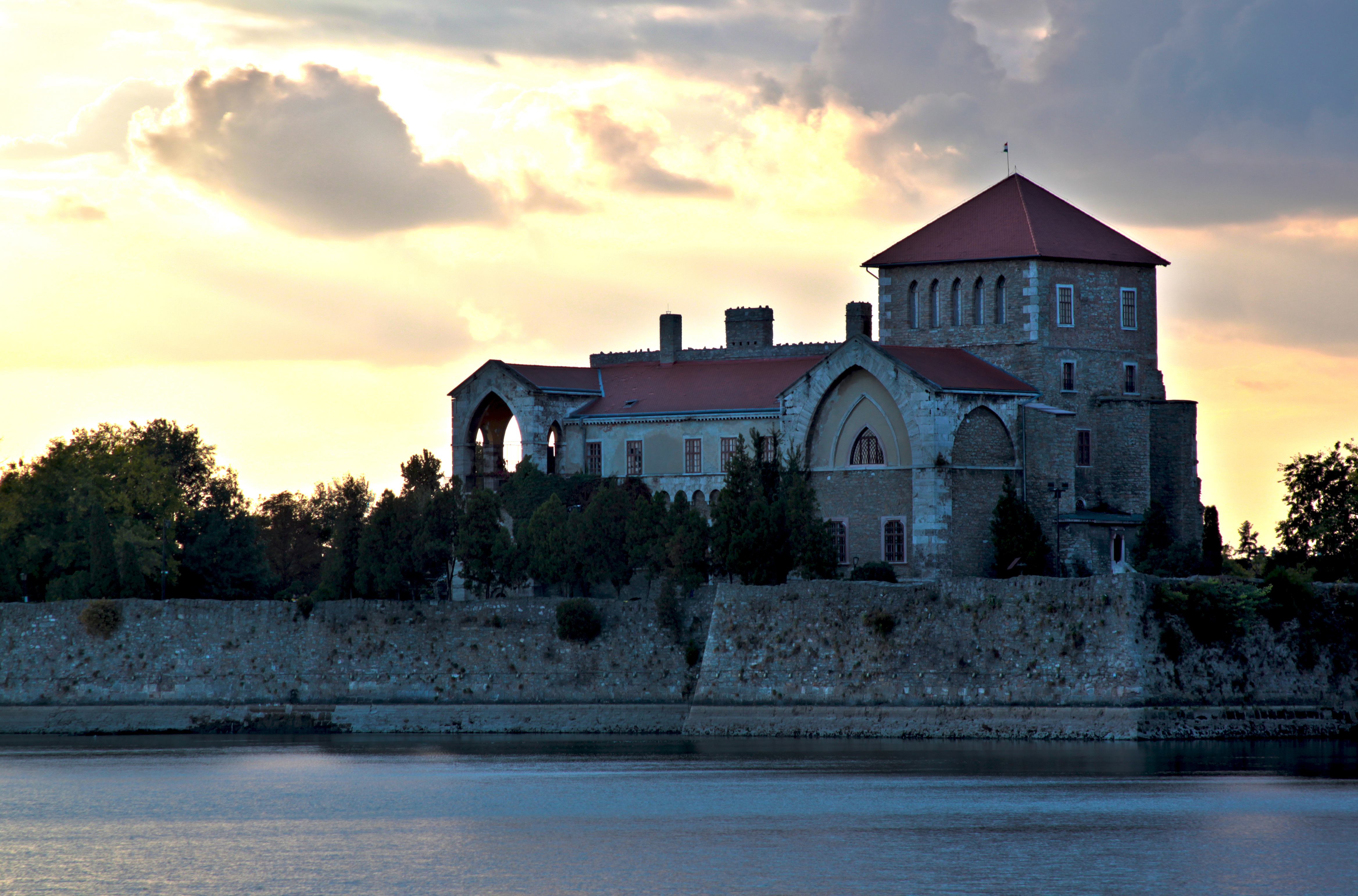
Мисливський замок Сигізмунда в Таті

Великі міста завжди залишалися вірними Сигізмунду. Багато з них він звільнив від внутрішніх митних зборів і навіть запросив їхніх представників на сейм 1405 р. Проте сейм не скликався протягом трьох десятиліть. Король проводив все більше часу за кордоном, особливо після його обрання королем римлян у 1410 році. Королівством керували його найвірніші прибічники, які були об'єднані в офіційну лігу, Орден Дракона.
Цей лицарський орден був заснований у 1408 році з нагоди перемоги королівського війська над Хрвоєм Хрватиничем. Після цього більшість далматинських міст відійшли від Владислава Неаполітанського, але незабаром він продав свої претензії Венеційській республіці. У наступне десятиліття республіка змусила поселення на узбережжі Далмації одне за одним прийняти її сюзеренітет.

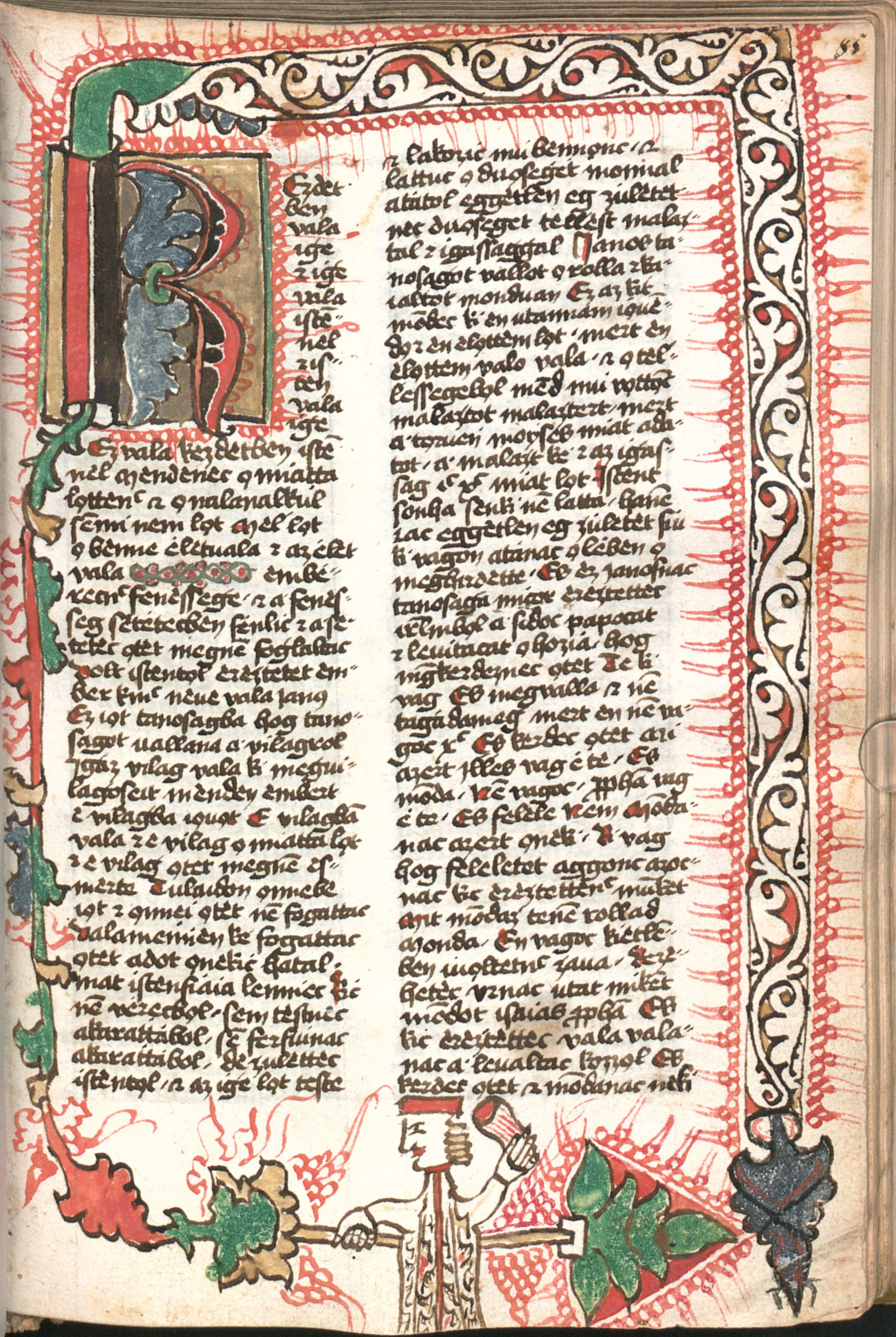
Мюнхенський кодекс (1466): перший угорський переклад Біблії

На південних кордонах Сигізмунд намагався створити буферну зону проти османів. З цією метою він надав великі маєтки Стефану Лазаревичу з Сербії, Мірчі I з Валахії та іншим сусіднім правителям. Крім того, під заступництвом італійця Піпо з Озори на дунайському кордоні було зведено чотирнадцять нових фортець. До королівства також були допущені перші групи циган через їхню інформацію про армію Османської імперії та їхні навички у виробництві зброї.
У 1427 році османи зайняли Голубацьку фортецю і почали регулярно грабувати сусідні землі. Османські набіги змусили багатьох місцевих жителів виїхати до краще захищених регіонів. Їх місце зайняли південнослов'янські біженці (переважно серби). Багато з них були організовані в мобільні військові загони відомі як гусари.
Північні регіони королівства (сучасна Словаччина) з 1428 року майже щороку грабували чеські гусити. Проте гуситські ідеї поширилися в південних повітах, головним чином серед міщан Серемсеґа. Гуситські проповідники також першими переклали Біблію угорською мовою. Проте наприкінці 1430-х років усі гусити були або страчені, або вигнані з Серемсеґу.
Сигізмунд побудував у Буді чудовий королівський палац (згодом знищений османами). Власне, за його правління місто стало столицею королівства. Найбагатші землевласники також будували нові резиденції або перебудовували свої старі фортеці, щоб покращити комфорт. Наприклад, Піпо з Озори, який наймав художника Мазоліно да Панікале та одного з учнів Брунеллескі, представив архітектуру та мистецтво Відродження .
Оборона королівства та активна зовнішня політика Сигізмунда вимагали нових джерел прибутку. Наприклад, король наклав «надзвичайні» податки на прелатів і заставив Польщі 13 саксонських міст у Шепессезі в 1412 році. Він регулярно принижував монети, що призвело до великого повстання угорських і румунських селян у Трансільванії в 1437 році. Воно було придушене спільними силами угорської шляхти, секеїв і трансільванських саксів, які уклали угоду проти повстанців.

## Епоха двох Гуньяді (1437—1490)

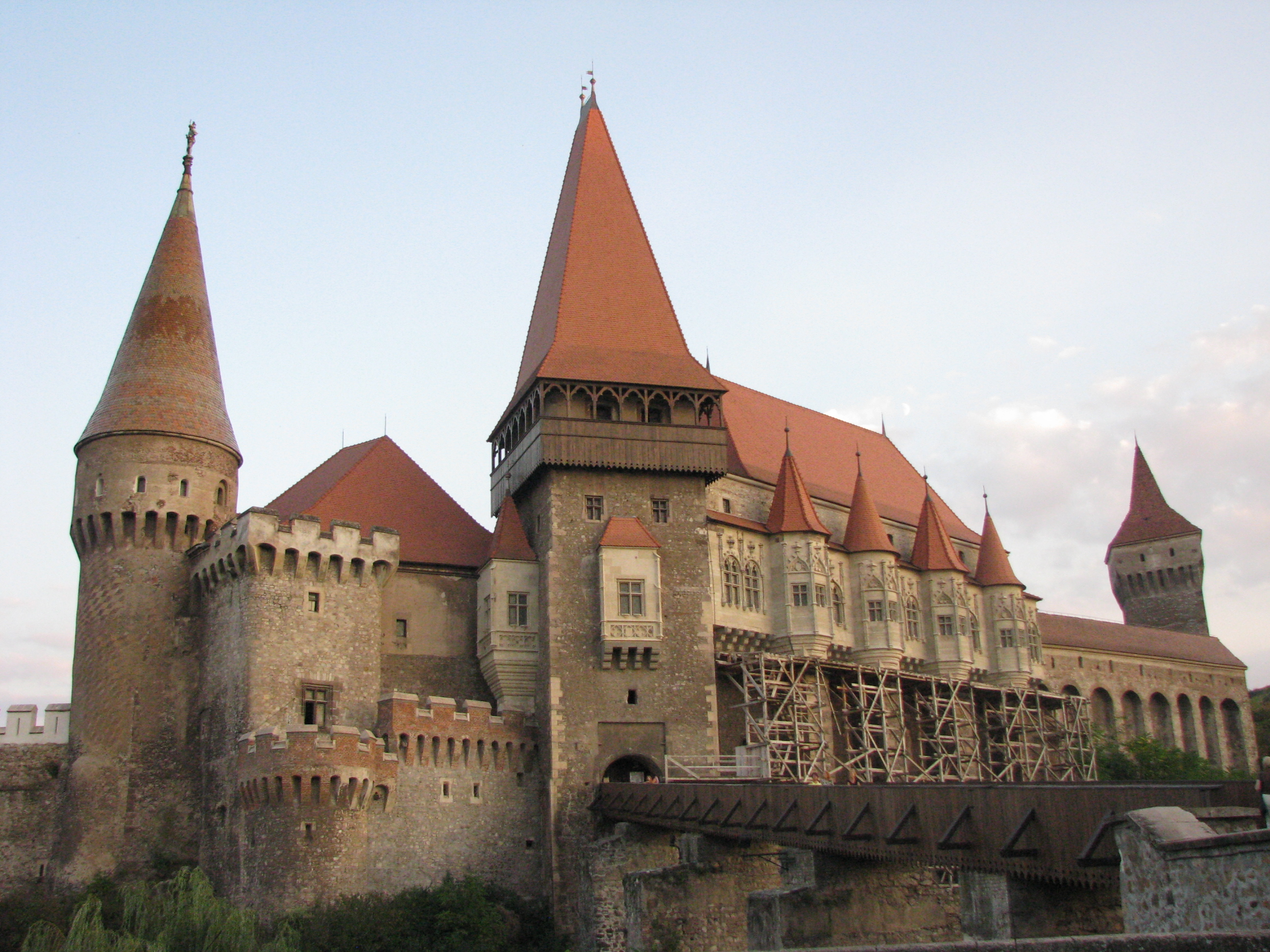
Замок Хуньяді у Вайдахуняді (сучасна Хунедоара, Румунія)

Сигізмунд, який не мав синів, помер наприкінці 1437 року. Стани обрали королем його зятя, Альбрехта V Австрійського. Альбрехт пообіцяв не приймати жодних рішень без консультації з прелатами та лордами. Проте він правив недового і помер від дизентерії під час невдалої військової операції проти османів у 1439 році.
Незважаючи на те, що вдова Альберта, Єлизавета Люксембурзька, народила посмертно сина, Владислава V, більшість шляхти віддали перевагу монарху, здатному воювати. Вони запропонували корону польському королю Владиславу III. Обидва Владислави були короновані, що спричинило громадянську війну. Під час цих боїв прославився Янош Гуньяді, талановитий полководець, який підтримував Владислава Варенчика.
У 1441 році Владислав призначив Гуньяді (разом зі своїм близьким другом Миколою Уйлякі) командувати обороною південних кордонів. Хуньяді здійснив кілька набігів на османів. Під час його «тривалої кампанії» 1443—1444 рр. угорські війська в межах Османської імперії дійшли аж до Софії. Святий Престол організував новий хрестовий похід, але османи знищили християнські сили в битві під Варною в 1444 році, під час якої Владислав Варенчик був убитий.

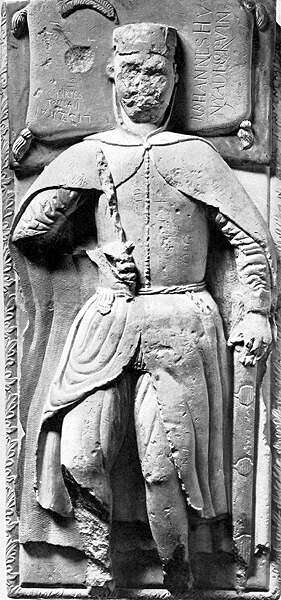
Могила Яноша Гуньяді в соборі Святого Михайла в Дьюлафегерварі (сучасна Алба-Юлія, Румунія)

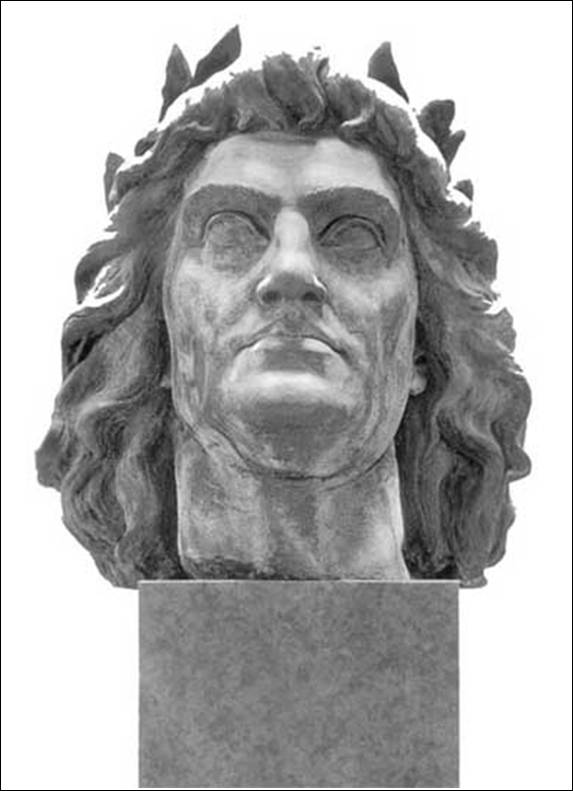
Король Матяш Справедливий у віці близько 50 років (сучасна скульптура з замку Буда)

Після смерті Владислава сейм 1445 р. визнав малолітнього Владислава V законним монархом. Він жив при дворі свого родича Фрідріха III. Тому щоб керувати королівством стани призначили сім «капітанів», одним із яких був Гуньяді. Сейм 1446 року обрав Гуньяді одноосібним регентом, але було також передбачено, що він повинен скликати сейм щорічно. На сеймах усі офіційні документи і навіть промови можна було виголошувати латинською мовою. Однак німецькомовні делегати з Пресбурга (нинішня Братислава, Словаччина) повідомляли вже в 1446 році, що вони не можуть зрозуміти дебатів, оскільки шляхтичі говорили угорською.
Великі території залишалися незалежними від центрального уряду в регентстві Гуньяді. Наприклад, Фрідріх III утримував кілька міст уздовж західних кордонів, а чеський найманець Ян Їскра з Брандиса керував багатьма фортецями в північних областях. Незважаючи на це, Гуньяді планував воювати проти османів на їхніх власних територіях. Проте його новий похід закінчився у 1448 році поразкою християнських військ під Косовим.
У 1452 році австрійські та богемські піддані Владислава V змусили імператора Фрідріха III віддати свого молодого монарха своєму новому опікуну Ульріху II, графу Цельє. Гуньяді також відмовився від регентства, але він продовжував керувати значною частиною королівських доходів і багатьма королівськими фортецями. Відповідно до тогочасної пропозиції щодо реформи королівських доходів, понад 50 % (близько 120 000 флоринів) отриманий від королівської монополії на сіль і прямого податку, що сплачував селянство.
Падіння Константинополя в 1453 році продемонструвало початок нового етапу османської експансії під керівництвом султана Мехмеда II. За два роки він окупував Сербію і вирішив взяти Белград (угор. Nándorfehérvár), ключовий форт на південному кордоні Угорщини. Захист організував Янош Гуньяді, якому допомагав францисканський проповідник Іоанн Капістрано. Вони мобілізували 25-30 000 простолюдинів, перерізали лінії постачання османів і 22 липня 1456 року змусили їх відступити. Гуньяді помер під час епідемії за два тижні після своєї перемоги.
Ульріх Цельський наказав старшому синові Гуньяді, Лало, передати всі королівські замки, якими володів його батько. Ласло Гуньяді зробив вигляд, що передає командування, але його свита вбила Ульріха в Белграді. У березні 1457 року Ласло разом зі своїм молодшим братом Матіасом був заарештований і згодом страчений. Однак страта підняла дрібну шляхту до повстання. Владислав V втік до Праги, де помер до кінця року.
У 1458 році було скликано сейм, на якому зібрана шляхта обрала королем Матвія Гуньяді. Молодий монарх за короткий час усунув могутнього Ладіслава Ґарая з посади палатина, а його дядька, Михая Сіладі, з регентства. Його супротивники на чолі з Гараєм запропонували корону Фрідріху III, але Матіас переміг їх і у 1464 році уклав мирний договір з імператором. Тим часом зона буферних держав уздовж південних кордонів королівства з окупацією Сербії та Боснії османами розвалилася. Як безпосередній наслідок, в королівстві оселилася велика кількість сербських біженців.
Король Матвій запровадив далекосяжні фінансові та військові реформи. Перш за все, селяни були зобов'язані щороку сплачувати одноразовий «надзвичайний податок», часто без згоди сейму. Традиційні податки були перейменовані, щоб скасувати попередні пільги (наприклад, «тридцятина» збиралася під назвою «мито корони» з 1467 р.). За сучасними оцінками, його загальний річний дохід становив близько 650 000 золотих флоринів. Більше 60 % своїх доходів (близько 400 000 флоринів) отримував від «надзвичайного податку», але соляна монополія та карбування монет все ще приносили значний дохід (60-80 000 флоринів).

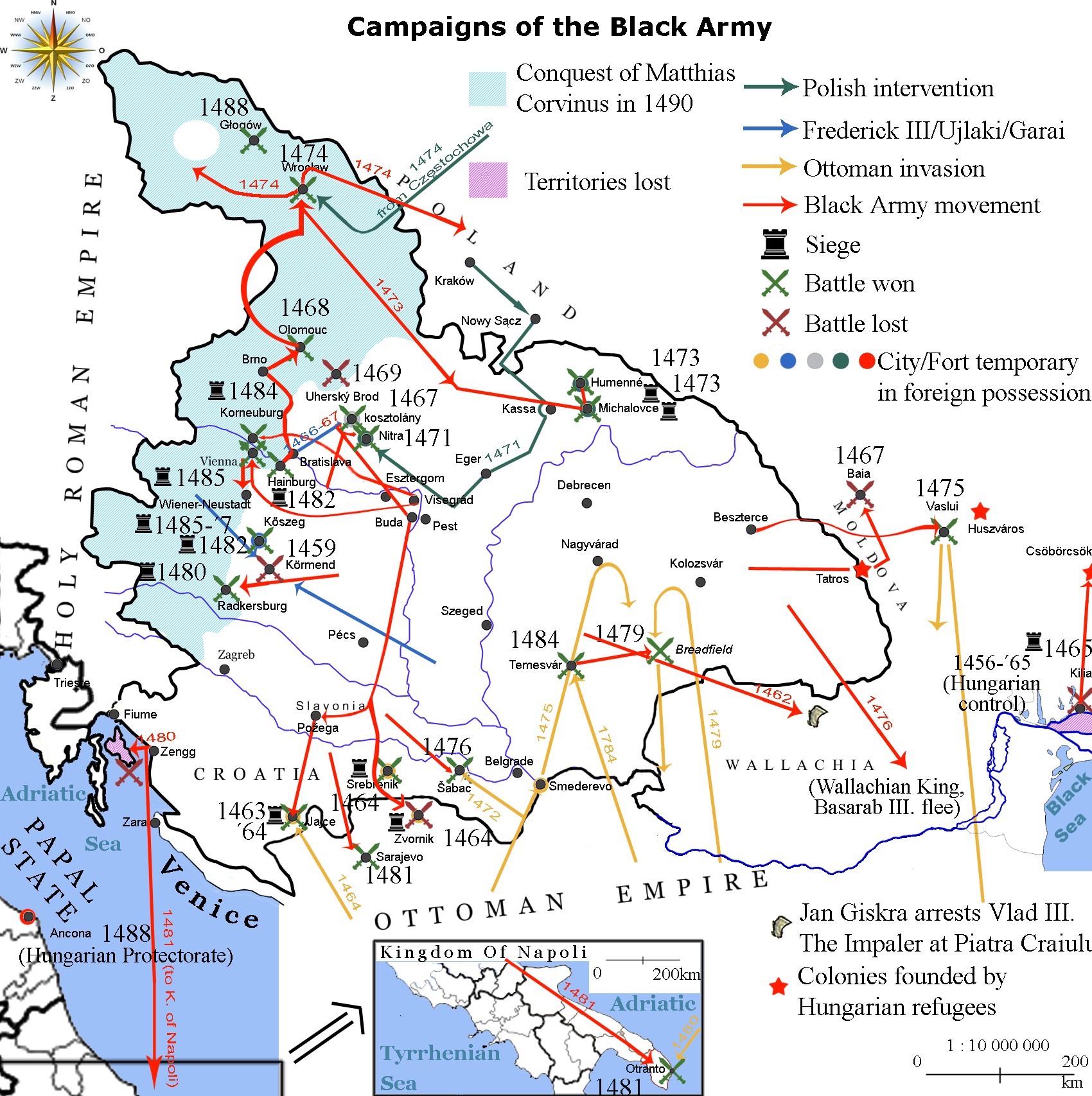
Походи «Чорної армії Угорщини»

Збільшення королівських доходів дозволило Матвію створити та підтримувати постійну армію. Його «Чорна армія», що складалася переважно з чеських, німецьких та угорських найманців, була однією з перших професійних військових сил у Європі. Матвій зміцнив мережу фортець уздовж південного кордону, але не продовжував наступальну антиосманську політику свого батька. Замість цього він розпочав напади на Богемію, Польщу та Австрію, стверджуючи, що він намагається створити досить міцний союз, щоб вигнати османів з Європи.
Хоча його війна проти «єретика» короля Богемії Георгія Подєбрадського була підтримана Святим Престолом, така переорієнтація зовнішньої політики королівства була непопулярною. На чолі з Яношем Вітезом, архієпископом Естергома, багато колишніх прихильників Матвія в 1471 році повстали проти нього. Вони запропонували трон Казимиру, сину Казимира IV, короля Польщі, але Матвій без труднощів подолав їх. Його війна проти Богемії завершилася Оломоуцьким миром 1478 року, який підтвердив його володіння Моравією, Сілезією та Лужицею. У наступне десятиліття Матвій вів війну проти імператора Фрідріха III, яка дозволила йому зайняти Штирію та Нижню Австрію (включно з Віднем).
Після 1471 року Матвій рідко скликав сейм і керував королівськими указами. Він вважав за краще використовувати в державному управлінні замість аристократів дрібну шляхту і навіть простолюдинів. Його Mayus Decretum 1486 зміцнив повноваження магістратів графства, скасувавши право палатина скликати судові збори в графствах і скасувавши попередні імунітети. Король «Матвій Справедливий», який переодягнений мандрував своїм королівством, щоб придушити корупцію, став героєм популярних народних казок протягом кількох років після своєї смерті.
Двір матвія був «безперечно одним із найяскравіших у Європі» (Міклош Молнар). Його бібліотека, Bibliotheca Corviniana з її 2000 рукописами, була другою за величиною серед тогочасних книгозбірень. Матвій був першим монархом на північ від Альп, який запровадив у своїх володіннях стиль італійського Відродження. Натхненний своєю другою дружиною Беатріче Неаполітанською, після 1479 року він наказав перебудувати королівські палаци в Буді та Вишеграді під егідою італійських архітекторів і художників.

## Занепад (1490—1526)
Реформи Матвія не пережили буремних десятиліть, що відбулися після його смерті в 1490 році. Олігархія сварливих магнатів отримала контроль над Угорщиною. Не бажаючи ще одного жорсткого короля, вони добилися приходу на престол Владислава II, короля Чехії та сина Казимира IV, короля Польщі, саме через його горезвісну слабкість: він був відомий як король Добже, або Добзе (що означає «добре»), через його звичку беззаперечно приймати кожну петицію та документ, що йому надаються.
Владислав II подарував більшу частину королівських маєтків, регалів і гонорарів шляхті. Цим методом король намагався стабілізувати своє нове правління та зберегти свою популярність серед магнатів. Після наївної фіскальної та земельної політики королівського двору центральна влада почала відчувати серйозні фінансові труднощі, головним чином через збільшення феодальних земель за його рахунок. Шляхетському стану парламенту вдалося знизити податковий тягар на 70-80 %, за рахунок обороноздатності країни.
Владислав II також скасував податки, які підтримували найману армію Матія. В результаті королівське військо розпорошилося саме тоді, коли Угорщині загрожували турки . Магнати також ліквідували адміністрацію Матіаша та виступили проти дрібної шляхти. У 1492 році сейм обмежив свободу пересування кріпаків і розширив їх повинності. В цей час значна частина селян була заможна завдяки вивозу худоби на Захід. Невдоволення сільської місцевості вибухнуло в 1514 році, коли добре озброєні селяни, які готувалися до хрестового походу проти турків, повстали під керівництвом Дєрдя Дожі, капітана прикордонної варти, і атакували маєтки по всій Угорщині. Об'єднані спільною загрозою, магнати та дрібна шляхта врешті розгромили повстанців. Дожа та інші лідери повстанців були жорстоко страчені. 
Приголомшений селянським повстанням, сейм 1514 р. прийняв закони, які засуджували кріпаків на вічну кабалу і збільшували їх трудові повинності. Широкого поширення набули тілесні покарання, а один шляхтич навіть таврував своїх кріпаків як худобу. Юрист Стефан Вербовцій включив нові закони до свого Tripartitum 1514 року, який становив дух правового корпусу Угорщини до революції 1848 року. Однак Tripartitum ніколи не використовувався як кодекс. Tripartitum надавав королю Угорщини та шляхті, або магнатам, рівну частку влади: шляхта визнавала короля вищим, але, у свою чергу, шляхта мала право обирати короля. Tripartitum також звільнив шляхту від податків, зобов'язав їх служити в армії лише під час оборонної війни та зробив їх імунітетом від свавільного арешту. 
Коли у 1516 році Владислав II помер, його десятирічний син Людовик II став королем, але країною правила призначена сеймом королівська рада. Під владою магнатів Угорщина перебувала в стані майже анархії. Фінанси короля були хаосом; він позичав, щоб покрити свої домашні витрати, незважаючи на те, що вони становили приблизно одну третину національного доходу. Обороноздатність країни ослабла, оскільки прикордонникам не платили, фортеці занепадали, а ініціативи щодо збільшення податків для зміцнення оборони були придушені. У 1521 році султан Сулейман Пишний визнав слабкість Угорщини і захопив Белград, готуючись до нападу на Угорщину. 

### Битва при Могачі (1526)
Після падіння Белграда Людовик II і його дружина Марія Габсбург намагалися впоратися з антимагнатським путчем, але не досягли успіху. У серпні 1526 року османи під керівництвом Сулеймана з'явилися в південній Угорщині, і він рушив майже 100 000 турецьких військ у серце Угорщини. Угорська армія чисельністю близько 26 тис. зустрілася з турками під Могачем. Хоча угорські війська були добре споряджені та навчені, їм не вистачало хорошого полководця, а підкріплення з Хорватії та Трансільванії не прибули вчасно. Угорці зазнали цілковитої поразки: вони мали до 20 000 убитих на полі, а сам Людовик загинув, упавши з коня в болото.

### Поділ (1526—1541)
Після смерті Людовіка ворогуючі угруповання угорської знаті одночасно обрали двох королів, Яноша І Заполью та Фердинанда Габзбурга. Кожен претендував на суверенітет над усією країною, але не мав достатньо сил, щоб усунути свого суперника. Заполья, угорець, який був військовим губернатором Трансильванії, був визнаний султаном Сулейманом і був підтриманий переважно меншою знаттю, яка виступала проти нових іноземних королів. Королівство Запольї в 1529 році стало васалом Османської імперії, коли він присягнув на вірність Сулейману. Фердинанд заручився підтримкою магнатів із західної Угорщини, які сподівалися переконати свого брата, імператора Священної Римської імперії Карла V, вигнати турків. У 1538 році Джордж Мартінуцці, радник Запольї, уклав угоду між суперниками, відому як Орадський договір, за яким після смерті бездітного Запольї Фердинанд став єдиним монархом. Угода провалилася, коли незадовго до своєї смерті в 1540 році Заполья одружився і народив сина Яна Сигізмунда Заполья. Спалахнуло насильство, і турки скористалися можливістю, завоювавши місто Буда, а потім в 1541 році розділивши країну.